# 维容
维容（法語：Vijon，法語發音：[viʒɔ̃]）是法国安德尔省的一个市镇，位于该省东南部，属于拉沙特尔区。

## 地理
维容（46°25'46"N, 2°7'8"E）面积21.26 平方千米，位于法国中央-卢瓦尔河谷大区安德尔省，该省份为法国中部省份，北起卢瓦-谢尔省，西北接安德尔-卢瓦尔省，西南接维埃纳省，南至克勒兹省和上维埃纳省，东临谢尔省。
与维容接壤的市镇（或旧市镇、城区）包括：圣普列斯特拉马什、比西耶尔圣乔治、努泽里内、泰尔西亚、佩拉赛、维古朗。

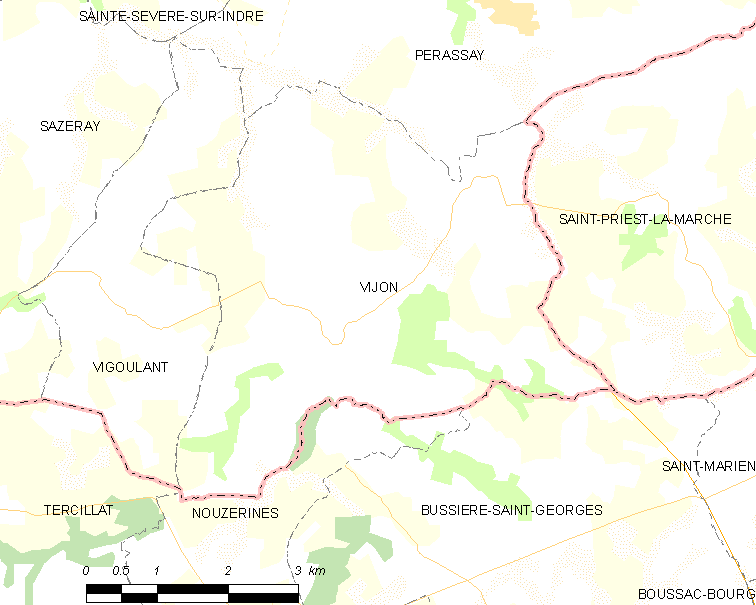
维容的OSM定位图

维容的时区为UTC+01:00、UTC+02:00（夏令时）。

## 行政
维容的邮政编码为36160，INSEE市镇编码为36240。

## 政治
维容所属的省级选区为拉沙特尔县。

## 人口

1962-2008年间维容人口变化图示

维容于2022年1月1日时的人口数量为289人。